# Дэвисон, Лиам
Ли́ам Дэ́висон (англ. Liam Patrick Davison; 29 июля 1957, Мельбурн, Австралия — 17 июля 2014, недалеко от с. Грабово, Донецкая область, Украина) — австралийский писатель.
Родился в Мельбурне, где до 2007 года преподавал креативное письмо в Институте Чишолм во Франкстоне.
Лиам Дэвисон получил образование в Колледже Святого Беды в Мельбурне и в Мельбурнском пединституте. Дэвисон был удостоен национальной книжной премии в 1993 году, а также номинировался на несколько других литературных премий, таких как Книга года и Викторианская литературная премия.
Работы Дэвисона характеризуются остротой и пониманием как истории Австралии, так и её природы, и были опубликованы во многих литературных альманахах. Лиам Дэвисон также являлся внештатным рецензентом Австралийской газеты.
17 июля 2014 года вместе со своей женой Фрэнки (Frankie), работавшей учительницей в колледже Турак, погиб в катастрофе рейса MH17 над Украиной.